# 小行星7539
小行星7539（英語：7539）是一颗围绕太阳公转的小行星。1996年12月6日，上田清二、金田宏在钏路市发现了此天体。
这颗小行星的绝对星等为295.22279等。